# Arsaciodes
Arsaciodes é um gênero de traça pertencente à família Arctiidae.